# Конкова-Воля-Парцеле
Конкова-Воля-Парцеле (пол. Kąkowa Wola-Parcele) — село в Польщі, у гміні Бжешць-Куявський Влоцлавського повіту Куявсько-Поморського воєводства.
Населення — 186 осіб (2011).
У 1975-1998 роках село належало до Влоцлавського воєводства.

## Демографія
Демографічна структура станом на 31 березня 2011 року:
|          | Загалом | Допрацездатний вік | Працездатний вік | Постпрацездатний вік |
| -------- | ------- | ------------------ | ---------------- | -------------------- |
| Чоловіки | 93      | 15                 | 67               | 11                   |
| Жінки    | 93      | 17                 | 52               | 24                   |
| Разом    | 186     | 32                 | 119              | 35                   |